# Aleksander Stołowski
Aleksander Stołowski (* 3. August 1955 in Nowy Targ) ist ein ehemaliger polnischer Skispringer.

## Werdegang
Stołowski, der für Podhale Nowy Targ startete, gab sein internationales Debüt bei der Beskiden-Tour in Szczyrk am 28. Januar 1972, landete allerdings nach Sprüngen auf 69,0 und 59,5 Metern nur auf dem 59. Platz. Sein erstes Resultat unter den Top 15 erzielte er beim Czech-Marusarzówna-Memorial in Zakopane, als er als Vierzehnter etwas mehr als vierzig Punkte Rückstand auf den Sieger Henry Glaß hatte.
Seinen stärksten Winter hatte er in der Saison 1974/75, in der er erstmals bei der Vierschanzentournee startete. Nachdem er viermal nur hintere Ränge erreichte und sein bestes Ergebnis mit dem 37. Platz in Garmisch-Partenkirchen erzielte, beendete er die Tournee auf dem 46. Platz. Nur eine Woche später platzierte sich Stołowski mit Erreichen des dritten Platzes in Wisła bei der Beskiden-Tour erstmals auf dem Podest auf diesem Niveau. Auch bei der 11. Böhmischen Springertournee der Freundschaft in Špindlerův Mlýn und Liberec bestätigte er mit zwei Platzierungen unter den besten Zehn sowie einem dritten Platz im Teamspringen gemeinsam mit Wojciech Fortuna, Adam Krzysztofiak und Jan Bieniek seine Form. Darüber hinaus gewann er im Februar seine erste und einzige Medaille bei den polnischen Meisterschaften. So holte er sowohl von der Skalite-Normalschanze als auch von der Großschanze Wielka Krokiew die Bronzemedaille.
Bei der Vierschanzentournee 1975/76 erreichte er von der Bergiselschanze in Innsbruck den 21. Rang, belegte in der Gesamtwertung aber nur Platz 54.

## Statistik

### Vierschanzentournee-Platzierungen
| Saison  | Platz | Punkte |
| ------- | ----- | ------ |
| 1974/75 | 46.   | 672,8  |
| 1975/76 | 54.   | 671,7  |